# 曲阜师范学校旧址
曲阜师范学校旧址位于山东省济宁市曲阜市鼓楼南街11号，现位于济宁学院初等教育学院（原曲阜师范学校）内。旧址由曲师礼堂、工字教学楼及考棚三组建筑构成，2019年被列为第八批全国重点文物保护单位。

## 历史
清光绪三十一年（1905年），山东巡抚杨士骧将位于曲阜孔庙东侧的原兖州府考试东棚，该建为新式师范，名为“曲阜县官立四氏初级完全师范学堂”。1912年中华民国成立后，改为山东省立曲阜师范学校。1914年整顿学务，曲阜师范与兖州、沂州、济宁、曹州四处师范合并为山东省立第二师范学校，设于原曲阜师范校址。1934年改称山东省立曲阜师范学校。1937年抗日战争爆发后停办，1940年至1945年12月，由伪山东省公署教育厅开办“山东省立曲阜师范学校”。第二次国共内战中，曲阜师范学校屡次复校，又屡次迁走。中华人民共和国成立后，仍称曲阜师范学校；2008年并入济宁学院，成为济宁学院初等教育学院。
1986年，曲师礼堂及教学楼被公布为曲阜市文物保护单位。2006年12月7日，以“曲师礼堂及教学楼（含考棚）”的名称公布为第三批山东省文物保护单位。2019年10月7日，以“曲阜师范学校旧址”的名称公布为第八批全国重点文物保护单位。2020年10月3日被评为第五批中国20世纪建筑遗产。

## 建筑
曲师礼堂、教学楼均为山东省立第二师范学校时期的建筑，而考棚则建于清康熙年间。曲师礼堂建于1925年（另说1920年、1921年），南北长34.2米，东西宽15.6米，建筑面积535平方米，采用拱顶瓦屋面。工字教学楼建于1931年，1995年重修，为两层的砖木结构德式建筑，平面呈“工”字形，东西长34米，南北宽26米，建筑面积900平方米；2005年将万里曾就读的教室复原，2016年在工字教学楼内开设中共山东省立二师支部纪念馆。考棚即兖州府考试东棚，原为三进府衙式布局，现存仪门、大堂及二堂，建筑面积475平方米。